# Ibis hnědý
Ibis hnědý (Plegadis falcinellus) je malý druh vodního ptáka z čeledi ibisovitých.

## Popis
Je celý zbarvený rezavě hnědě se zeleným nádechem opeření. Zobák je dlouhý a dolů zahnutý. Hnízdí v koloniích v mělkých zarostlých močálech. Ohrožen může být jejich vysoušením.
Ze všech ibisovitých pátků má největší areál rozšíření, který zahrnuje území na všech kontinentech s výjimkou Antarktidy. Vzácně zaletuje do Česka, kde byl po roce 1989 zjištěn minimálně desetkrát.
Živí se bezobratlými živočichy.

## Chov v zoo
Ibis hnědý je chován ve více než šesti desítkách evropských zoo. V rámci Česka se jedná o čtyři zařízení:
- Zoo Dvůr Králové
- Zoo Hluboká
- Zoo Plzeň
- Zoo Praha

### Chov v Zoo Praha
Ibis hnědý se do Zoo Praha prvně dostal za druhé světové války, konkrétně v roce 1941. Po této epizodě trvající do roku 1946 následovalo období 1949–1972, kdy byl tento druh také chován. Další evidence není dostatečně přesná. Současný chov započal v roce 2004. První odchov se podařil o dva roky později (2006). Do roku 2011 bylo odchováno 78 mláďat. V průběhu roku 2018 bylo zaznamenáno pět odchovů. Ke konci roku 2018 bylo v Zoo Praha chováno 18 jedinců. V červnu 2019 se narodila dvě mláďata a v červenci 2019 přišla na svět další dvě. Mládě se vylíhlo rovněž v červnu 2020 a rovnou dvě v srpnu téhož roku.
Druh je chován v expoziční voliéře Asijská laguna (dříve Delta) ve spodní části zoo.